# Eugenie Lisitzin
Eugenie Lisitzin, född 13 november 1905 i Dresden, död 28 oktober 1989, var en finländsk talassolog.
Lisitzin, som var dotter till diplomerade bergsingenjören, filosofie magister Gregorius Lisitzin och Eugenie Maria de Ratomska, blev student 1926, filosofie kandidat 1929, filosofie licentiat 1938 och filosofie doktor 1950. Hon företog studieresor till Storbritannien 1952, Frankrike 1953 och 1956 samt USA 1959–1960. Hon var anställd vid Havsforskningsinstitutet som tillförordnad assistent 1933–1945, assistent 1945–1955, talassolog och chef för institutets vattenståndsavdelning från 1955 och var institutets tillförordnade direktor 1961–1963. Hon skrev omkring 75 publikationer i olika inhemska och utländska vetenskapliga tidskrifter och serier, huvudsakligen från havsforskningens område. Hon invaldes som ledamot av Finska Vetenskaps-Societeten 1960 och tilldelades professors titel 1965.